# Dasyrhicnoessa occidentalis
Dasyrhicnoessa occidentalis är en tvåvingeart som beskrevs av Lorenzo Munari 1986. Dasyrhicnoessa occidentalis ingår i släktet Dasyrhicnoessa och familjen Canacidae.
Artens utbredningsområde är Seychellerna. Inga underarter finns listade i Catalogue of Life.